# Paul Kunath

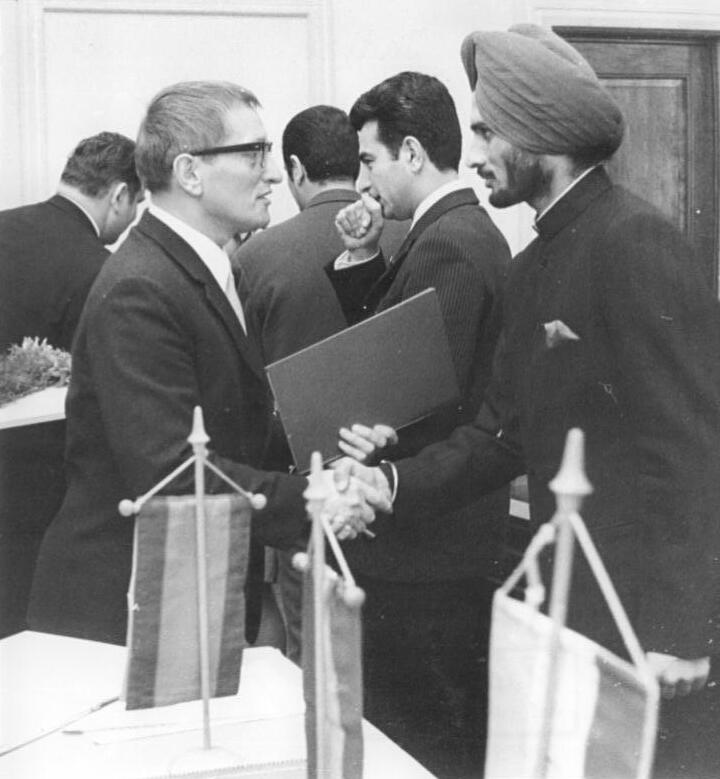
Paul Kunath (links) überreicht Diplome bei einem Trainerlehrgang der DHfK (1970)

Paul Kunath (* 26. Juli 1926 in Reichenbach; † 25. März 2022 in Lugau) war ein deutscher Sportpsychologe und Hochschullehrer.

## Leben
Kunath, der Leichtathletik und Turnen betrieb, nahm als Marinesoldat am Zweiten Weltkrieg teil und wurde verwundet. Nach dem Krieg studierte er in Leipzig Allgemeine Pädagogik, Psychologie und Didaktik, an der Pädagogischen Hochschule Potsdam erlangte er den pädagogischen Doktorgrad (Titel der Doktorarbeit: Der Inhalt und die Organisation der Zusammenarbeit zwischen Schule und Elternhaus: Untersucht an der Pestalozzischule Pirna-Copitz).
Er baute an der Deutschen Hochschule für Körperkultur in Leipzig die Abteilung Sportpsychologie auf und leitete ab 1961 das Institut für Sportpsychologie, ab 1968 war er als ordentlicher Professor für Sportpsychologie tätig. Auf internationaler Ebene setzte sich Kunath für die Einrichtung sportpsychologischer Vereinigungen ein. 1963 gehörte er zu den Gründern der Weltföderation der Sportpsychologen. Er war ebenfalls entscheidend an der Gründung der Europäischen Vereinigung für Sportpsychologie FEPSAC beteiligt und saß der Organisation von 1983 bis 1991 als Präsident vor. 1991 ging Kunath in den Ruhestand und wurde durch seine Kollegen aus der Bundesrepublik durch eine Festschrift geehrt. 2001 wurde er von der Arbeitsgemeinschaft für Sportpsychologie in Deutschland zum Ehrenmitglied ernannt.
Zu seinen wichtigsten Veröffentlichungen gehört das Buch „Sportpsychologie für alle“. Im Rahmen seiner Forschungstätigkeit beschäftigte sich Kunath unter anderem mit Fragen der Führung im Sport, mit dem Einfluss sportlicher Tätigkeiten auf die Persönlichkeitsentwicklung, dem Sport als Beitrag zur Herausbildung des sozialistischen Menschentypes und der Trainings- und Wettkampfbelastung aus sportpsychologischer Sicht. Darüber hinaus beschäftigte er sich intensiv mit der Ausbildung des sportwissenschaftlichen Nachwuchses und betreute mehr als 160 Doktoranden und 35 Habilitanden. Nach seinem Ruhestand half er unter anderem 2002 die Dissertation von Gustav Weder an der Universität Göttingen zu betreuen und arbeitete, neben anderem, mit Günther Wonneberger, Wolfgang Buss und Arnd Krüger an der Geschichte der Sportwissenschaft der DDR.